# Ed Westwick

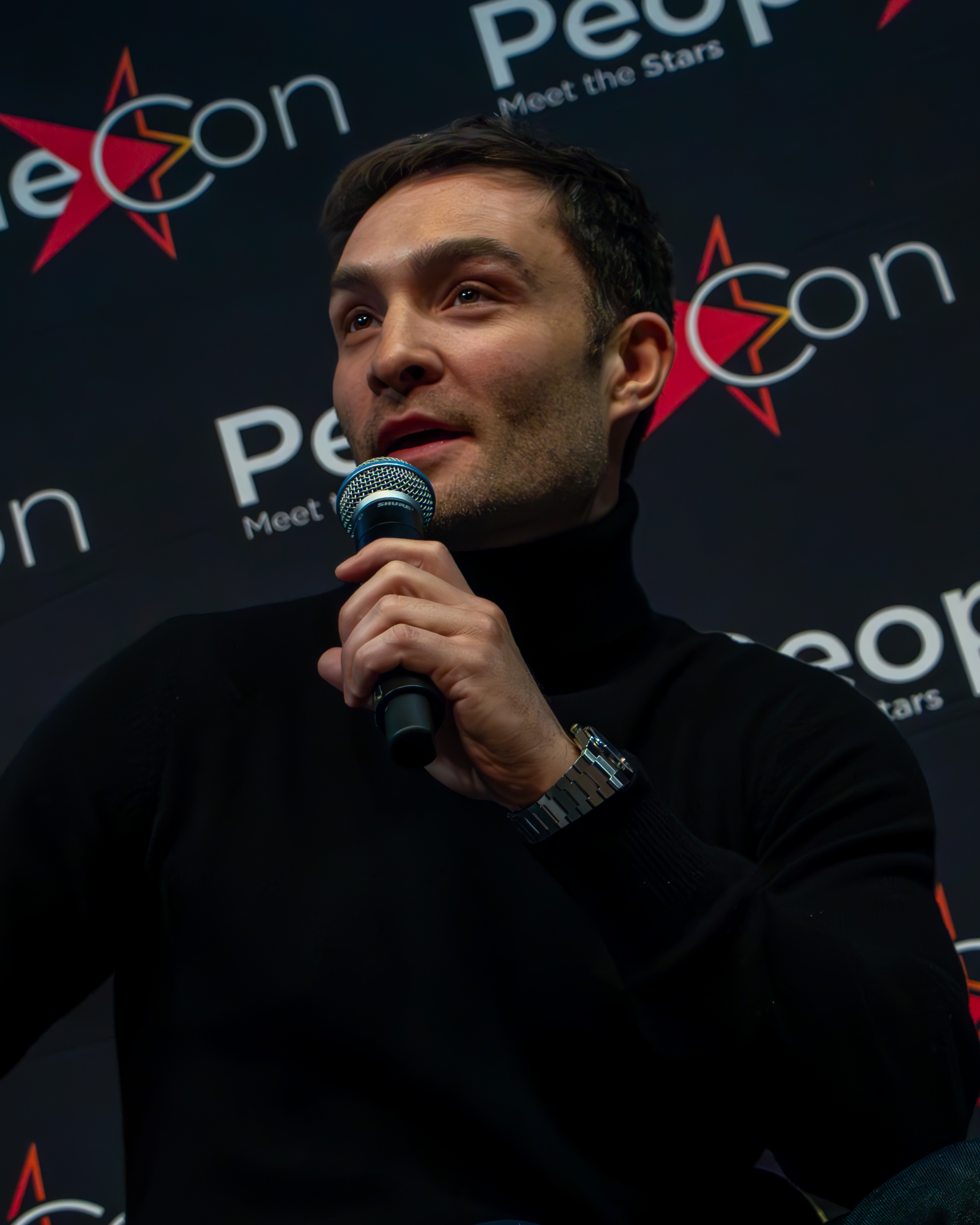
Ed Westwick, 2024

Edward „Ed“ Westwick (* 27. Juni 1987 in Stevenage, Hertfordshire, Großbritannien) ist ein britischer Schauspieler und Musiker, der durch seine Rolle als Charles „Chuck“ Bass in Gossip Girl bekannt wurde.

## Leben
Westwick ist Sohn einer Schulpsychologin und eines Universitätsdozenten. Er hat zwei ältere Brüder.
Er wuchs in Stevenage auf und absolvierte seine Schauspielausbildung an dem National Youth Theatre in London.
Seine Karriere als Schauspieler begann Ed Westwick im Jahre 2006 mit einem Auftritt in einer Episode der Serie Doctors. Danach absolvierte er einen Gastauftritt in der Fernsehserie Casualty, gefolgt von einer Rolle in dem Actionfilm Children of Men. Ebenfalls 2006 war er in dem Filmdrama Breaking and Entering – Einbruch & Diebstahl zu sehen. 2007 übernahm er eine Rolle in Der Sohn von Rambow.
Westwick ist einer der Hauptdarsteller der Serie Gossip Girl. 2008 wurde er mit einem Teen Choice Award in der Kategorie „Choice TV Villain“ für seine Rolle ausgezeichnet. Er war mit seiner Schauspielkollegin Jessica Szohr liiert, die in Gossip Girl die Rolle der Vanessa Abrams spielt.
Neben seiner Arbeit als Schauspieler war Westwick Frontmann der Indie-Rock-Band The Filthy Youth, die neben ihm aus Benjamin Lewis Allingham, Jimmy Wright, Mitch Cox und John Vooght bestand.

## Filmografie (Auswahl)
- 2006: Children of Men
- 2006: Breaking and Entering – Einbruch & Diebstahl (Breaking and Entering)
- 2007: Der Sohn von Rambow (Son of Rambow)
- 2007–2012: Gossip Girl (Fernsehserie, 117 Folgen)
- 2008: 100 Feet
- 2009: S. Darko
- 2009: Californication (Fernsehserie, Folge 3x02)
- 2011: Powder Girl (Chalet Girl)
- 2011: J. Edgar
- 2013: Romeo und Julia (Romeo and Juliet)
- 2014: Last Flight
- 2015: Freaks of Nature
- 2015: Wicked City (Fernsehserie, 8 Folgen)
- 2016: Take Down – Die Todesinsel (Take Down)
- 2017: Snatch
- 2017–2019: White Gold (Fernsehserie, 12 Folgen)
- 2020: Enemy Lines: Codename Feuervogel
- 2023: Deep Fear: Tauch um dein Leben!